# Cầu đường sắt Jamsil
Cầu đường sắt Jamsil đi qua sông Hán ở Hàn Quốc và kết nối ga Gangbyeon và ga Jamsillaru. Cầu được hoàn thành vào năm 1979.